# Ian Hutton
Ian Hutton (1 de enero de 1946) es un naturalista, botánico australiano. Ha desarrollado actividades independientes con Royal Botanic Gardens, Kew, por ejemplo con la especiación simpátrica en palmas, con énfasis con el género Howea en la isla de Lord Howe. Ha vivido en ese medio desde 1980, y desde 2000 es curador del Museo de la isla.

## Algunas publicaciones
- v. Savolainen, m.-c. Anstett, l. Lexer, i. Hutton, j.j. Clarkson, m.v. Norup, m.p. Powell, d. Springate, n. Salamin, w.j. Baker. 2006. Sympatric Speciation in Palms on an Oceanic Island. Nature doi : 10.1038/nature04566

### Libros
- 2005. The Woodhen: From the Brink of Extinction. Ed. Lord Howe Island Historical Society & Museum. 32 pp. ISBN 0975831607

- 2002. A ramblers guide to Lord Howe Island. 2ª ed. 72 pp. ISBN 095812860X

- 1998. The Australian Geographic book of Lord Howe Island. Australian Geographic Book of Series. Ed. Australian Geographic. 150 pp. ISBN 1876276274

- 1991. Birds of Lord Howe Island, past and present. 154 pp. ISBN 0646026380

- 1986. Lord Howe island: discovering Australia's world heritage. Discovering Australia's world heritage. Ed. Conservation Press. 157 pp. ISBN 090819840X

- 1969. Frog and toad and a game of three. Ed. Mitchell Press. 87 pp.

## Honores
- 2005, condecorado con la "Medalla de la Orden de Australia" por servicios en conservación y turismo en la isla de Lord Howe

- La abreviatura «I.Hutton» se emplea para indicar a Ian Hutton como autoridad en la descripción y clasificación científica de los vegetales.[3]